# Carlos Nieto Palma
Carlos Nieto Palma (Caracas, Venezuela, 31 de enero de 1963-24 de agosto de 2024) fue un activista y abogado venezolano. Carlos fue el fundador de la ONG Una Ventana a la Libertad, dedicada a la defensa de los derechos de las personas privadas de libertad en Venezuela, donde sirvió como su coordinador general hasta su fallecimiento.

## Trayectoria
Carlos se graduó en derecho en la Universidad Santa María de Caracas en 1984 y estudió especializaciones en derechos humanos tanto en la Universidad Central de Venezuela (UCV), en 1999, y en la Universidad Andina Simón Bolívar de Quito, Ecuador, en 2003.
El 10 de diciembre de 1997 fundó la organización no gubernamental Una Ventana a la Libertad en Caracas con el objetivo de defender los derechos humanos de las personas privadas de libertad en Venezuela. En 2014, recibió el Premio de Derechos Humanos 2013 otorgado por el Centro para la Paz y los Derechos Humanos «Padre Luis María Olaso» de la UCV y la embajada de Canadá en Venezuela.
Carlos denunció la vandalización de su residencia en Caracas en marzo de 2024. Informó que los intrusos rompieron las cerraduras y desordenaron las habitaciones como si se buscara algo, pero que no robaron ninguna pertenencia, por lo que desconocía los motivos del allanamiento.
También colaboró como articulista e integró el consejo editorial de la sección de Sucesos del periódico El Nacional.
Carlos fue intervenido a comienzos de agosto de 2024 por tumor en el colon. Falleció el 24 de agosto de 2024 en su vivienda. Una Ventana a la Libertad, al igual que otras organizaciones no gubernamentales (incluyendo PROVEA, el Centro de Derechos Humanos de la Universidad Católica Andrés Bello y el Sindicato Nacional de Trabajadores de la Prensa), expresaron sus condolencias por su muerte.